# Józef Marcinowski
Józef Marcinowski (ur. 5 marca 1897 w Perechodach, zm. 21 czerwca 1980 we Wrocławiu) – polski duchowny katolicki, teolog, orientalista.

## Życiorys
Urodził się w 1897 roku w Perechodach na Wileńszczyźnie. Po ukończeniu szkoły średniej rozpoczął studia teologiczne na Uniwersytecie Wileńskim. Po przyjęciu święceń kapłańskich 6 czerwca 1925 roku w Wilnie udał się na dalsze studia do Rzymu, gdzie ukończył Instytut Orientalny. Następnie powrócił do Wilna. Podjął tam pracę na swojej macierzystej uczelni, w Seminarium Duchownym i w Kurii Arcybiskupiej. 
Po zakończeniu II wojny światowej przybył do Wrocławia w 1946 roku, gdzie zajął się zorganizowaniem Seminarium Duchownego, obejmując funkcję jego rektora, którą pełnił do 1953 roku. Na okres jego rządów przypadło wiele trudnych spraw organizacyjnych, w tym m.in. skompletowanie składu osobowego alumnów i profesorów oraz doprowadzenie do końca odbudowy "Georgianum" - głównego gmachu seminarium.
W latach 1953–1956 był proboszczem w Niemczy. W 1956 roku został mianowany przez biskupa Bolesława Kominka wikariuszem generalnym Administratury apostolskiej archidiecezji wrocławskiej ze stolicą we Wrocławiu, którą sprawował aż do śmierci. W 1972 roku został prepozytem kapituły katedralnej. Zmarł w 1980 roku we Wrocławiu i został pochowany na miejscowym cmentarzu św. Wawrzyńca. Zapisał swój bogaty księgozbiór wrocławskiemu Seminarium Duchownemu. 

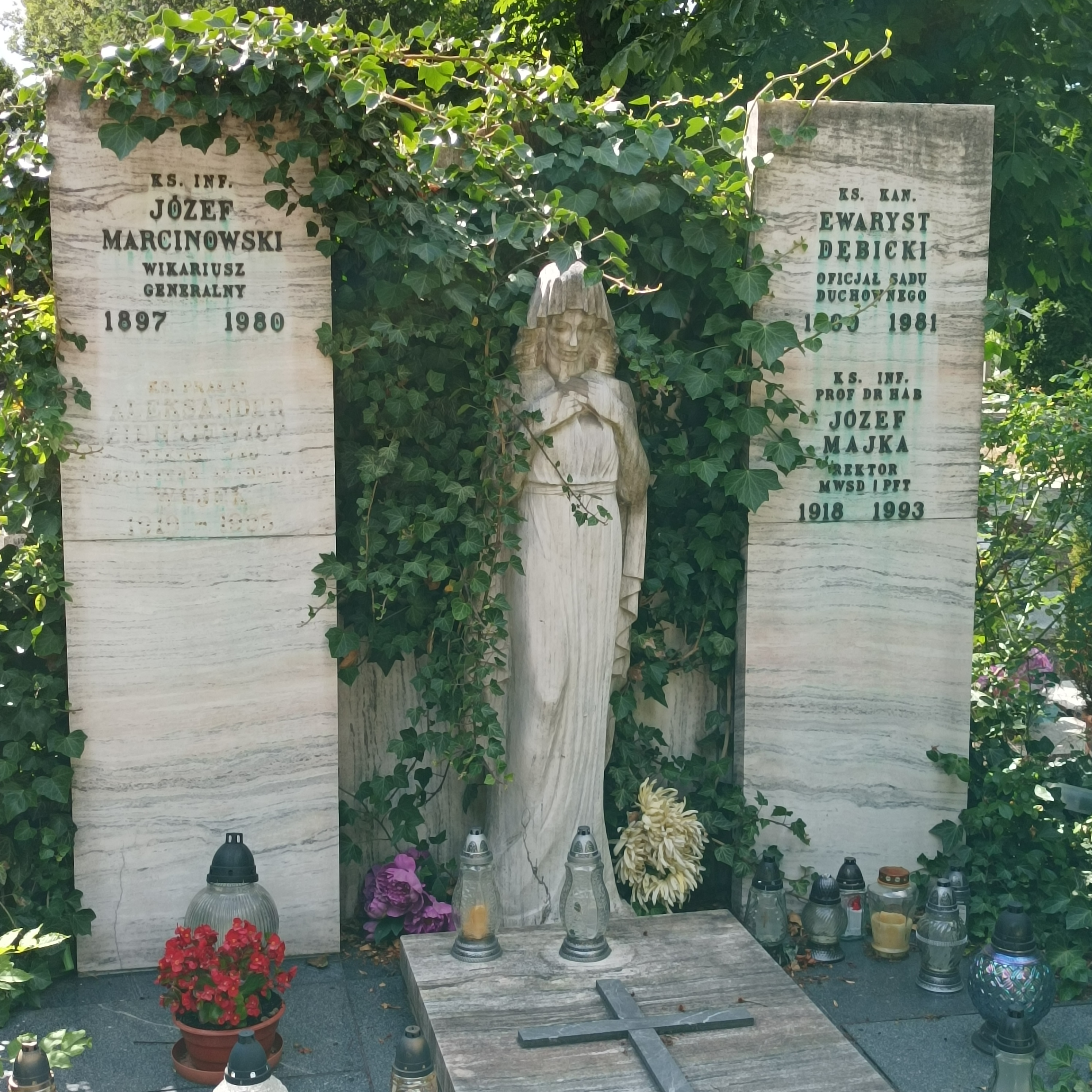
Grób ks. Józefa Majki i ks. Józefa Marcinowskiego na cmentarzu św. Wawrzyńca we Wrocławiu